# فرینتون آن سی
فرینتون آن سی (به انگلیسی: Frinton-on-Sea) یک شهرک در بریتانیا است که در فرینتون و والتون واقع شده‌است.